# Augustus Constantin
Augustus Constantin (Râmnicu Vâlcea, 1974. július 7. –) román nemzetközi labdarúgó-játékvezető.

## Pályafutása

### Nemzeti játékvezetés
A játékvezetésből 1992-ben vizsgázott, 1999-ben lett az I. Liga játékvezetője. Első ligás mérkőzéseinek száma: 152.

#### Nemzeti kupamérkőzések
Vezetett kupadöntők száma: 2.

##### Román kupa
| Időpont         | Helyszín                           | Mérkőzés típusa | Mérkőzés                                    | Eredmény | Nézők száma |
| --------------- | ---------------------------------- | --------------- | ------------------------------------------- | -------- | ----------- |
| 2007. május 26. | Dan Păltinișanu Stadion, Timişoara | döntő           | FC Politehnica Timișoara–FC Rapid București | 0 – 2    | 40 000      |

##### Szuperkupa
| Időpont          | Helyszín                  | Mérkőzés típusa | Mérkőzés                             | Eredmény | Nézők száma |
| ---------------- | ------------------------- | --------------- | ------------------------------------ | -------- | ----------- |
| 2012. július 14. | Nemzeti Stadion, Bukarest | döntő           | FC CFR 1907 Cluj–FC Dinamo București | 4 – 6    | 9960        |

### Nemzetközi játékvezetés
A Román labdarúgó-szövetség (FRF) Játékvezető Bizottsága (JB/CCA) terjesztette fel nemzetközi játékvezetőnek, a Nemzetközi Labdarúgó-szövetség (FIFA) 2002-től tartotta nyilván bírói keretében. Több nemzetek közötti válogatott és klubmérkőzést vezetett. FIFA JB besorolás szerint 2. kategóriás bíró. A román nemzetközi játékvezetők rangsorában, a világbajnokság-Európa-bajnokság sorrendjében többedmagával a 25. helyet foglalja el 1 találkozó szolgálatával. Az aktív nemzetközi játékvezetéstől 2012-ben búcsúzott. Válogatott mérkőzéseinek száma: 1.

#### Világbajnokság
A világbajnoki döntőhöz vezető úton Dél-Afrikába a XIX., a 2010-es labdarúgó-világbajnokságra a FIFA JB bíróként alkalmazta.

##### Selejtező mérkőzés
| Időpont             | Helyszín                           | Mérkőzés típusa           | Mérkőzés                  | Eredmény | Nézők száma |
| ------------------- | ---------------------------------- | ------------------------- | ------------------------- | -------- | ----------- |
| 2009. szeptember 5. | Petrovszkij Stadion, Szentpétervár | előselejtező (4. csoport) | Oroszország–Liechtenstein | 3 – 0    | 21 000      |

#### Európa-bajnokság
Dánia rendezte a 2002-es U17-es labdarúgó-Európa-bajnokságot, ahol az UEFA JB bíróként foglalkoztatta.
| Időpont           | Helyszín                 | Mérkőzés típusa        | Mérkőzés                  | Eredmény |
| ----------------- | ------------------------ | ---------------------- | ------------------------- | -------- |
| 2002. április 28. | Városi Stadion, Slagelse | selejtező (D. csoport) | Németország–Grúzia        | 1 – 1    |
| 2002. május 5.    | GSP Stadion, Næstved     | egyik negyeddöntő      | Németország–Franciaország | 1 – 1    |

##### Nemzetközi kupamérkőzések

###### UEFA-kupa
| Időpont            | Helyszín                        | Mérkőzés típusa                     | Mérkőzés                        | Eredmény |
| ------------------ | ------------------------------- | ----------------------------------- | ------------------------------- | -------- |
| 2006. július 27.   | Központi Stadion, Almati        | előselejtező (1. kör-, 1. mérkőzés) | Kajrat Almati FK–FC Fehérvár    | 2 – 1    |
| 2007. augusztus 2. | Kasakhi Marzik Stadion, Astarak | előselejtező (2. mérkőzés)          | FA Mika Jerevan–MTK Budapest FC | 1 – 0    |

###### Intertotó-kupa
| Időpont          | Helyszín               | Mérkőzés típusa         | Mérkőzés                            | Eredmény | Nézők száma |
| ---------------- | ---------------------- | ----------------------- | ----------------------------------- | -------- | ----------- |
| 2007. július 14. | Városi Stadion, Kazany | selejtező (2. mérkőzés) | FK Rubin Kazany–Zalaegerszegi TE FC | 2 – 0    | 7000        |